# Charlotte Checkers (ECHL)
Charlotte Checkers byl profesionální americký klub ledního hokeje, který sídlil v Charlotte ve státě Severní Karolína.
Tým hrával 17 let hokeje v lize ECHL od roku 1993 kdy se jim 13krát podařilo postoupit do play off a v sezóně 1995/96 vyhráli Kelly Cup. Charlotte Checkers byl založen v roce 1993 kdy hráli až do roku 2005 v Coliseum Bojangles aréně. V roce 2005 se přestěhovali do Time Warner Cable Arena. 21. února 2009 udělali rekord v návštěvnosti kdy přišlo fandit 12398 diváků a vyhráli 5:2 proti týmu Florida Everblades. Jejich předchozí rekord byl 11237 diváků zaznamenán v únoru 2007 proti týmu Texas Wildcatters.
21. ledna 2010 bylo informováno že jednání majitele Charlotte Checkers může koupit Albany River Rats který hrál AHL ligu a byl farmou Carolina Hurricanes v NHL. 10. února bylo prodáno tým River Rats vlastníkovi Charlotte Checkers s ohledem na to že Albany River Rats byli nahrazeni v lize AHL týmem Charlotte Checkers 2010/11. V důsledku toho museli v lize ECHL vzdát členství na konci sezóny 2009-10.

## Sezóna po sezóně
Zdroj:
| Sezóna  | Liga | Divize       | Z  | V  | P  | PRO | PPP | PPS | Body | PCV   | VG  | IG  | TM   | Trenér                      | Výsledek          |
| 1993–94 | ECHL | Východ       | 68 | 39 | 25 | 4   | 1   | 3   | 82   | 0.574 | 281 | 271 | 1519 | John Marks                  | Prohra v 1. kole  |
| 1994–95 | ECHL | Východ       | 68 | 37 | 22 | 9   | 4   | 5   | 83   | 0.544 | 274 | 261 | 1949 | John Marks                  | Prohra v 1. kole  |
| 1995–96 | ECHL | Východ       | 70 | 45 | 21 | 4   | –   | 4   | 94   | 0.643 | 294 | 250 | 2251 | John Marks                  | Vítěz ECHL        |
| 1996–97 | ECHL | Východ       | 70 | 35 | 28 | 7   | –   | 7   | 77   | 0.550 | 271 | 267 | 1799 | John Marks                  | Prohra v 1. kole  |
| 1997–98 | ECHL | Jihovýchodní | 70 | 35 | 24 | 11  | –   | 11  | 81   | 0.579 | 251 | 237 | 1662 | John Marks                  | Prohra ve 2. kole |
| 1998–99 | ECHL | Jihovýchodní | 70 | 29 | 30 | 11  | –   | 11  | 69   | 0.493 | 221 | 262 | 1264 | Shawn Wheeler               | Nepostoupili      |
| 1999–00 | ECHL | Severovýchod | 70 | 25 | 38 | 7   | –   | 7   | 54   | 0.357 | 186 | 254 | 1680 | Shawn Wheeler Don MacAdam   | Nepostoupili      |
| 2000–01 | ECHL | Severovýchod | 72 | 34 | 26 | 12  | 6   | 6   | 80   | 0.556 | 247 | 252 | 1416 | Don MacAdam                 | Prohra ve 2. kole |
| 2001–02 | ECHL | Severovýchod | 72 | 41 | 20 | 11  | 3   | 8   | 93   | 0.646 | 256 | 207 | 1599 | Don MacAdam                 | Prohra ve 2. kole |
| 2002–03 | ECHL | Severovýchod | 72 | 41 | 28 | 3   | 3   | 0   | 85   | 0.590 | 262 | 234 | 1735 | Don MacAdam                 | Nepostoupili      |
| 2003–04 | ECHL | Jižní        | 72 | 31 | 32 | 9   | 4   | 5   | 71   | 0.493 | 206 | 230 | 1460 | Don MacAdam Derek Wilkinson | Nepostoupili      |
| 2004–05 | ECHL | Východ       | 72 | 39 | 26 | 7   | 2   | 5   | 85   | 0.590 | 226 | 219 | 1301 | Derek Wilkinson             | Prohra ve 3. kole |
| 2005–06 | ECHL | Jižní        | 72 | 33 | 34 | 5   | 2   | 3   | 71   | 0.493 | 232 | 254 | 1634 | Derek Wilkinson             | Prohra v 1. kole  |
| 2006–07 | ECHL | Jižní        | 72 | 42 | 27 | 3   | 1   | 2   | 87   | 0.604 | 252 | 220 | 1546 | Derek Wilkinson             | Prohra ve 2. kole |
| 2007–08 | ECHL | Jižní        | 72 | 34 | 31 | 7   | 1   | 6   | 75   | 0.472 | 212 | 219 | 1276 | Derek Wilkinson             | Prohra v 1. kole  |
| 2008-09 | ECHL | Jižní        | 71 | 34 | 29 | 8   | 2   | 6   | 76   | 0.535 | 217 | 224 | 1332 | Derek Wilkinson             | Prohra v 1. kole  |
| 2009-10 | ECHL | Jižní        | 72 | 43 | 21 | ?   | 4   | 4   | 94   | 0.653 | 253 | 223 | 1554 | Derek Wilkinson             | Prohra ve 2. kole |

Legenda: Z = Zápasy, V = Vítězství, P = Prohra, PRO= Prodloužení, PPP = Prohra po prodloužení, PPS = Prohra po samostatných nájezdech, PV = Průměr vítězství, VG = Vstřelené góly, IG = Inkasované góly, TM = Trestné minuty

## Známí hráči
- Eric Boulton – 44 utkání v letech 1996–97
- Daniel Girardi – 7 utkání v letech 2005-06
- Chris Holt – 100 utkání v letech 2005-08
- Jason LaBarbera – 48 utkání v letech 2000-02

Vyřazená čísla
- 4 (Kurt Seher)

## Úspěchy klubu
- Vítěz ECHL – 1x (1995–96)
- Vítěz konference – 1x (2009-10)

## Klubové rekordy

### Za sezonu
Góly: 48, Sergej Berdnikov (1993-94)
Asistence: 61, Matt Robbins (1994-95), Scott King (2000-01), Kevin Hilton (2000-01)
Body: 101, Scott King (2000-01)
Trestné minuty: 352, Eric Boulton (1996-97)
Čistá konta: 3, Scott Meyer (2003-04) a Alex Westlund (2006-07)
Chycené střeli v %: 92.3 %, Scott Meyer (2003-04) a Jeff Jakaitis (2008-09)
Průměr obdržených branek: 2.43, Scott Meyer (2003-04)
Vychytaná vítězství: 32, Nick Vitucci (1995-96)

### Celkové
Góly: 174, Darryl Noren
Asistence: 229, Darryl Noren
Body: 403, Darryl Noren
Trestné minuty: 213, Steve MacIntyre
Odehrané zápasy: 593, Kurt Seher